# Класицизм і академізм у Сполучених Штатах
Класицизм і академізм в Сполучених Штатах — період розвитку архітектури (менше живопису і скульптури) в Сполучених Штатах.

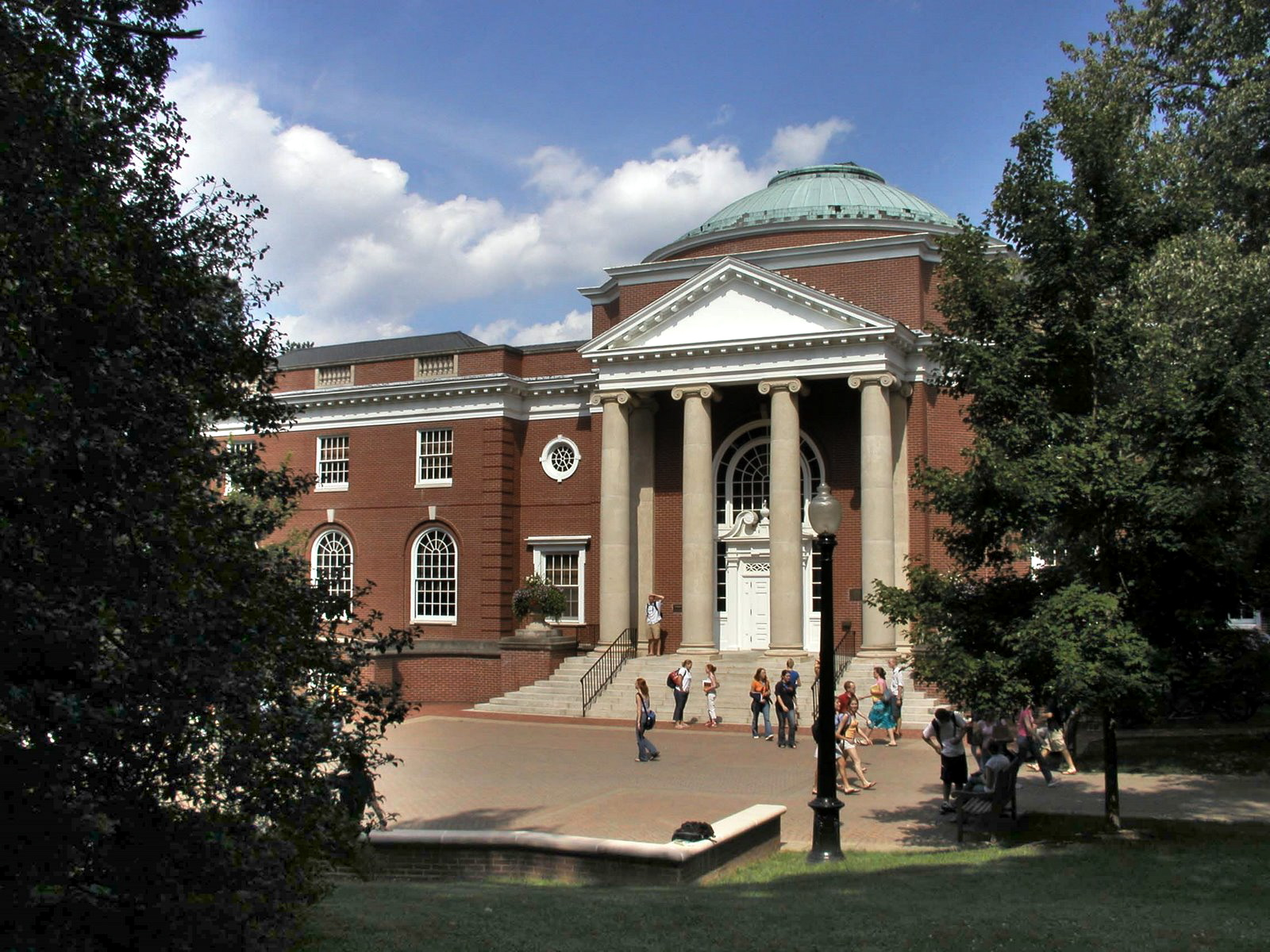
Кампус Віргінського університету зі спорудою Томаса Джефферсона.
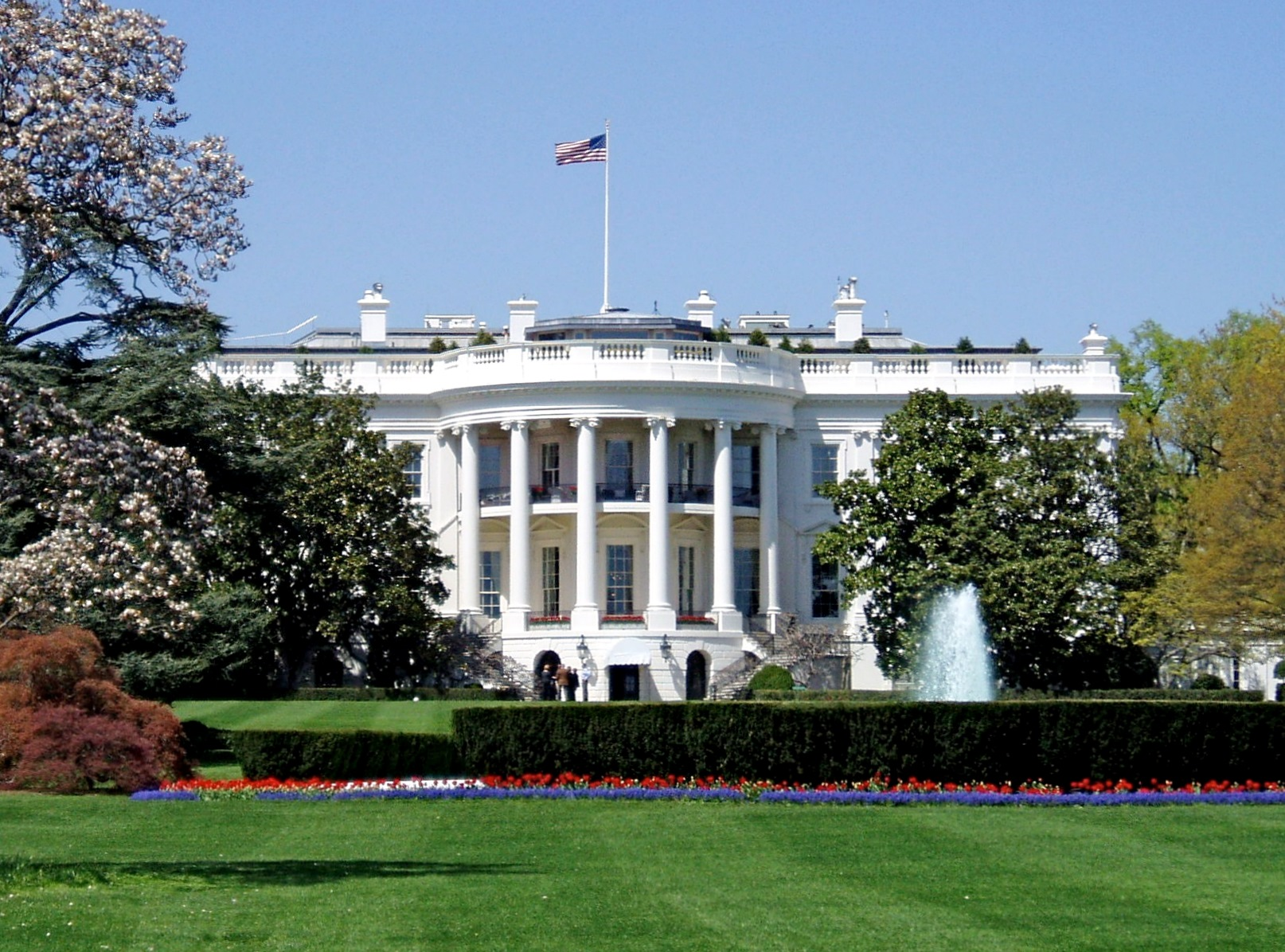
Білий дім, м. Вашингтон

## Історія

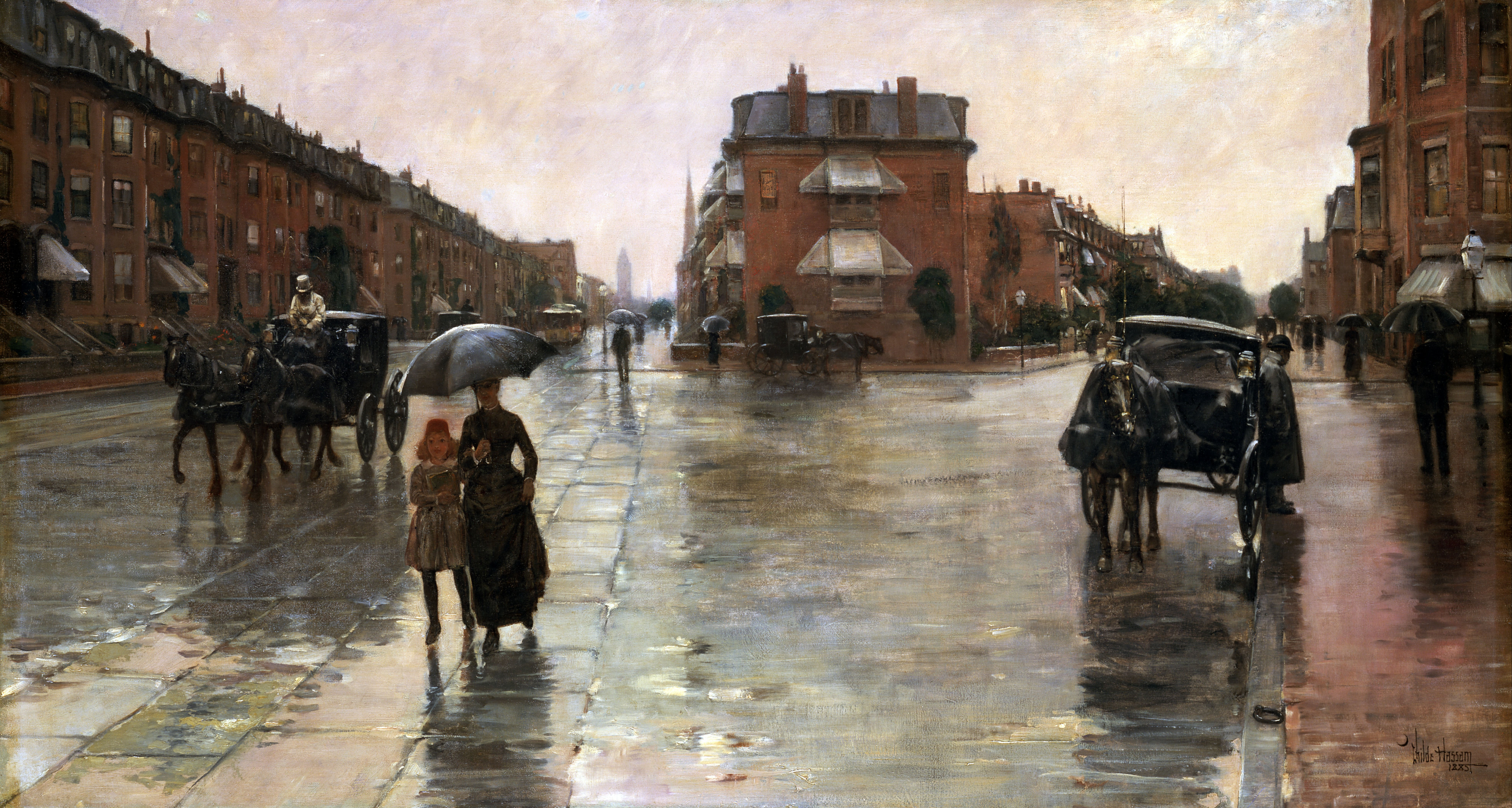
Чайлд Хассам. «Дощовий день у Бостоні», 1885 р.

У 18 столітті невелика колоніальна держава на сході континенту Північної Америки мала вторинний характер власного мистецтва, сильно орієнтованого на культурні здобутки Великої Британії. Найбільш яскраво це відбилося на містобудівних формах міста-порту Бостон, що в історичному центрі копіював архітектурні форми британського Лондона та в портретному жанрі.
У другій половині 18 століття починають власну діяльність місцеві художники, народжені в колоніях. Їх навчання і творчість припадають на коротку добу просвітництва та неокласицизму. Вже 1750 року місто Бостон перетворилось на значущий порт і центр міжнародної торгівлі. В місті, де багате товариство активно копіювало британські звички і настанови, виникає осередок багатих споживачів мистецтва. Англійські смаки і британські впливи починають суттєво перемагати і в краї, бо сімдесят відсотків емігрантів на той час — британці чи англомовні емігранти.
Як незалежна держава Сполучені Штати виникають після випробувань війни з Британією. Під час війни за незалежність край покинула низка місцевих художників. Колонії покинули монархічно налаштовані художники (Ральф Ерл, Джон Сінглтон Коплі, Гілберт Стюарт), бо передбачити результати війни за незалежність вони не могли. Під час війни художнє життя уповільнилось і завмерло. І навіть Декларація незалежності 1776 року не втримала декількох митців від еміграції в Британію. Серед них — Джон Трамбалл (1746—1843), котрий служив в Континентальній армії під керівництвом Джорджа Вашингтона. Джон Трамбалл створив портрет Дж. Вашингтона 1780 року та декілька картин з історії війни за незалежність («Декларація незалежності», 1795 р., ротонда Капітолія в столиці США).
Увага до проблем мистецтва постала після здобутку незалежності і необхідності надати величних і престижних форм державним установам і портретам «батьків нації». Виникають представницький і парадний портрет та увага до форм класицизму і палладіанства, що вже пройшли певний період розвитку у Європі і Британії. Франція пережила захоплення класицизмом ще у другій половині 17 ст. Велика Британія була менш зачеплена французьким варіантом класицизму і тут отримали поширення класицизм протестантського зразка Голландії і палладіанство. Британці навіть виробили власний варіант парка, найбільш відповідного на їх смаки богу, парковій природі, британським садибам тощо. До того ж, британський пейзажний парк і палладіанство чудово упорались із завданням звеличення пільгових станів британського суспільства, як це зробило пишне бароко у католицьких країнах — Італії, Іспанії, Мексиці, частково у Франції початку 17 ст.
Виробляти власні культурні форми було ніколи, легше було їх запозичити готовими, як то вже зробили Польща чи Російська імперія. Необхідність доганяти в культурному сенсі європейські країни була настільки актуальною, що у Британію прибув Томас Джефферсон (1743—1826) вивчати досвід британських архітекторів і паркобудівників.
Рабовласник, не дуже обмежений у грошах, Томас Джефферсоні стане провідником (у досить чистих стилістично формах) британського класицизму та палладіанства у Сполучених Штатах.

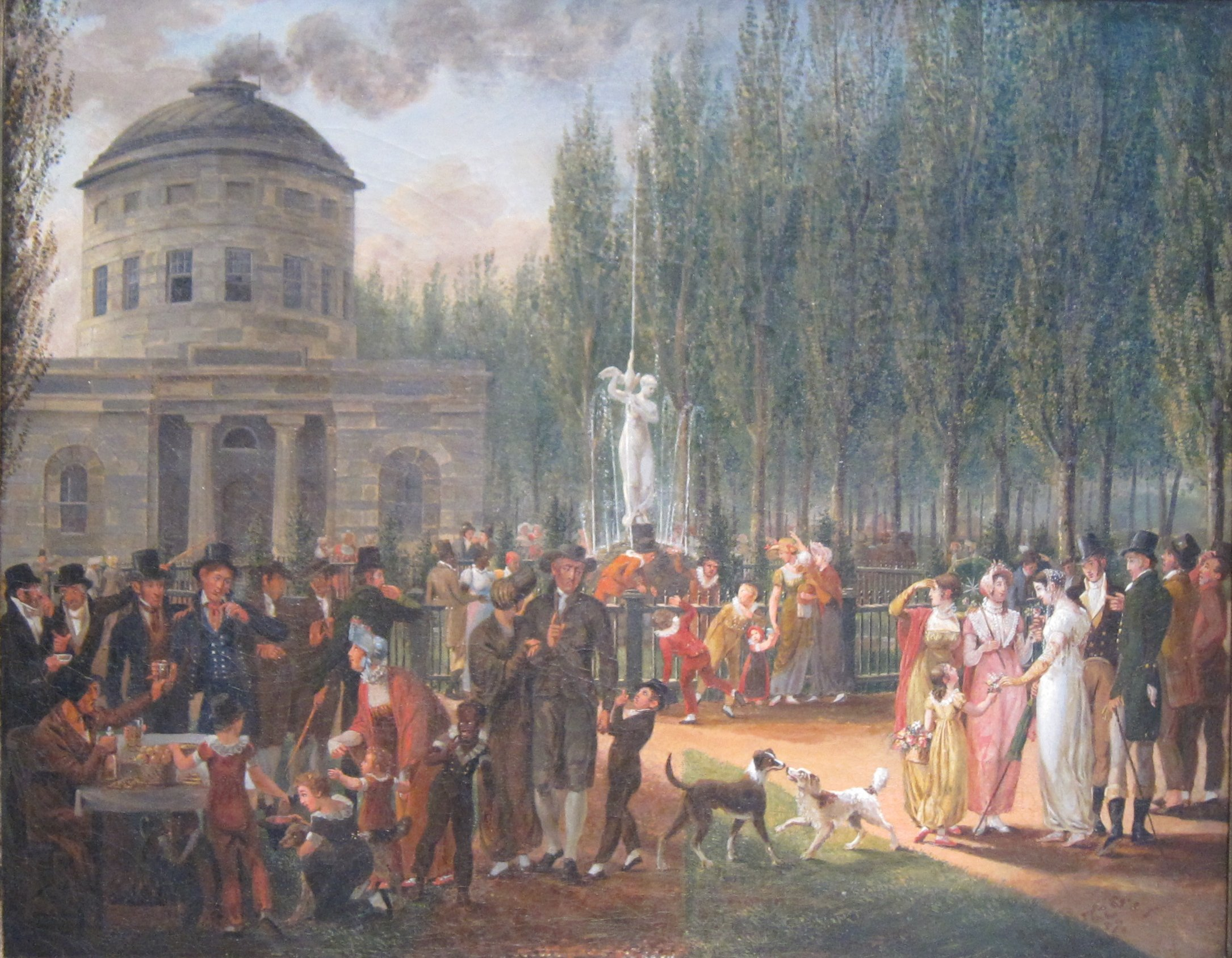
Джон Левіс Кріммель. «Гуляння емігрантів — французів на Центральній площі Філадельфії на честь 4 липня». На тлі споруда в стилі французького класицизму, 1812 р., музей Пенсільванської академії

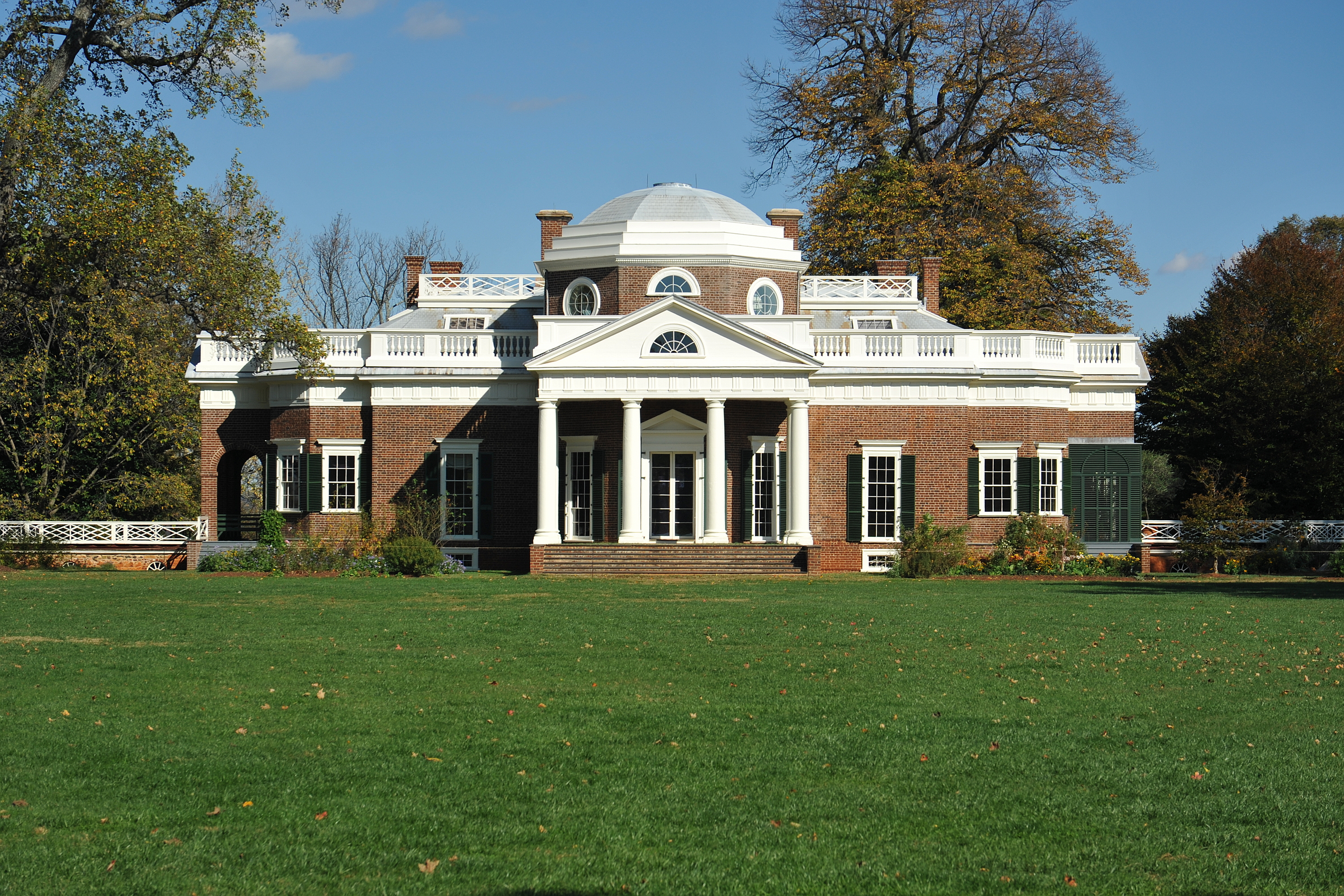
Садиба Томаса Джефферсона Монтічелло.
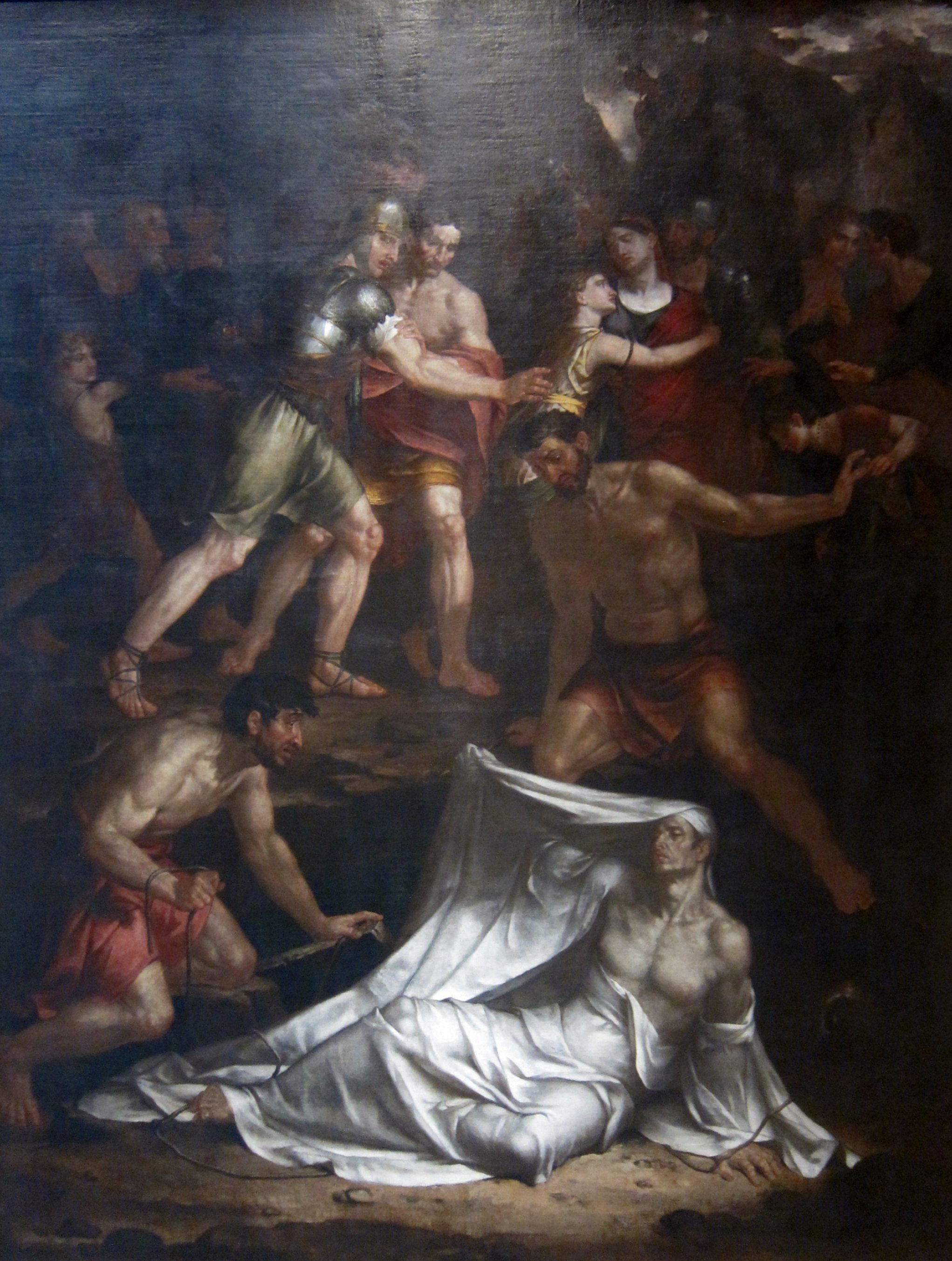
Худ. Вашингтон Олстон. «Повернення до життя померлого від дотику реліквії - кістки пророка Єлисея», 1813 р.
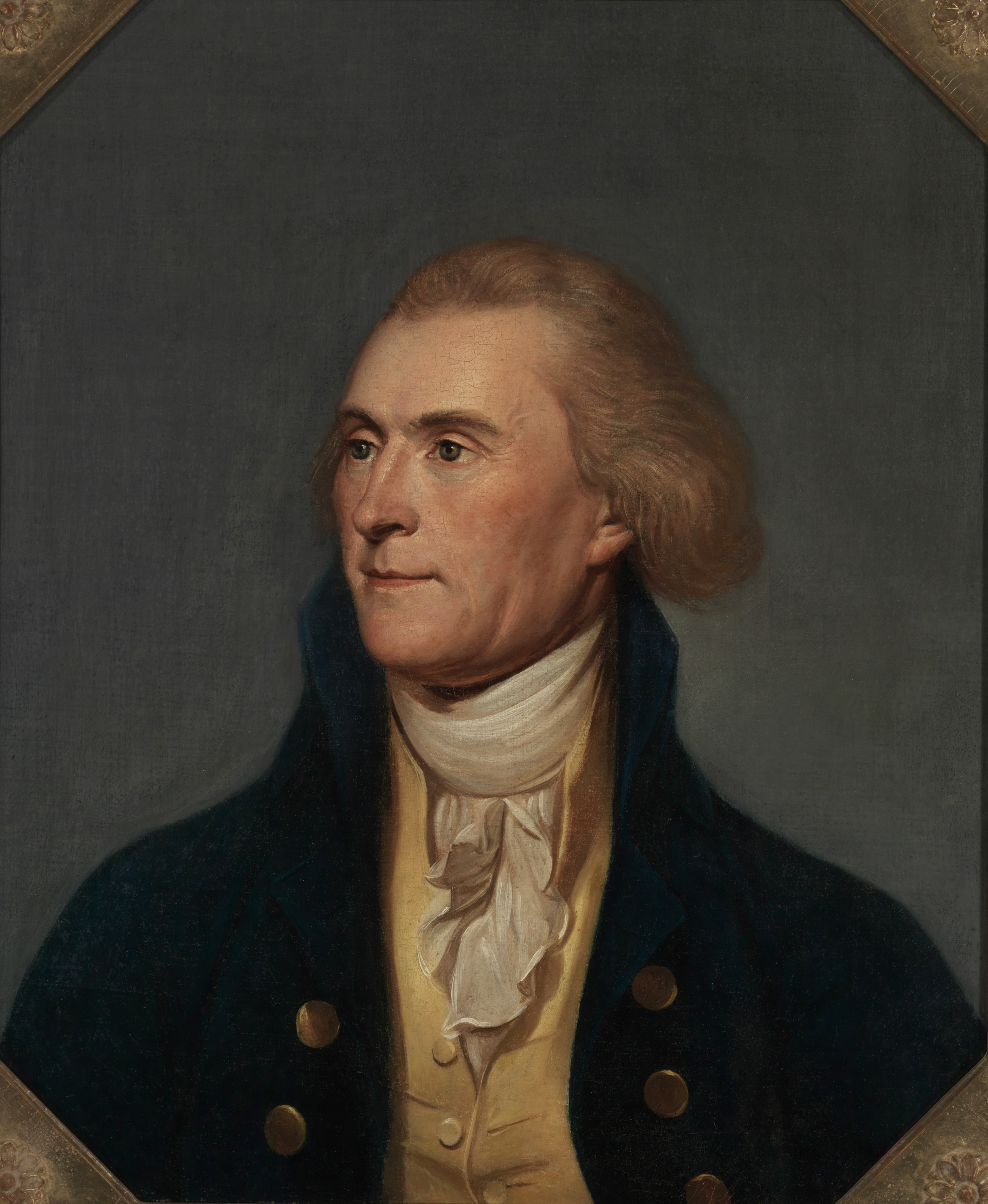
Томас Джефферсон  (1743—1826)

Американці схильні вважати період власного державотворення позитивним, як і його впливи на місцеве мистецтво. Хоча край покинула більшість обдарованих митців, що перебрались у Британію.
Архітектурна діяльність Томаса Джефферсона після повернення обмежилась проектами до регіону, де він мешкав. Це проект власної садиби у Монтічелло, споруди у кампусі місцевого університету та проект садиби для близького приятеля. Стилістика класицизму у його американо-британському варіанті отримала розповсюдження у східних штатах США.
До стилістично чистих зразків класицизму належить і президентський палац Білий дім у місті Вашитгтон. Але його проект не був оригінальним. Архітектурним зразком для Білого дома слугував палац у Ірландії. Архітектор Джеймс Хобан — сам був ірландським архітектором . Коли отримав замову на будівництво, зробив майже точну копію Лейстер-Хауса, резиденції губернатора в місті Дублін. Мало хто був в Дубліні, тим паче у США. Тому малоіндивідуальна і типова для класицизму архітектура Білого дому почала сприйматися з захопленням, бо набула престижу.
Некваліфіковану роботу на будівництві Білого дому виконували раби. Плантаторам-рабовласникам виплачували по п'ять доларів на місяць за кожного раба, якого залучали до будівництва.

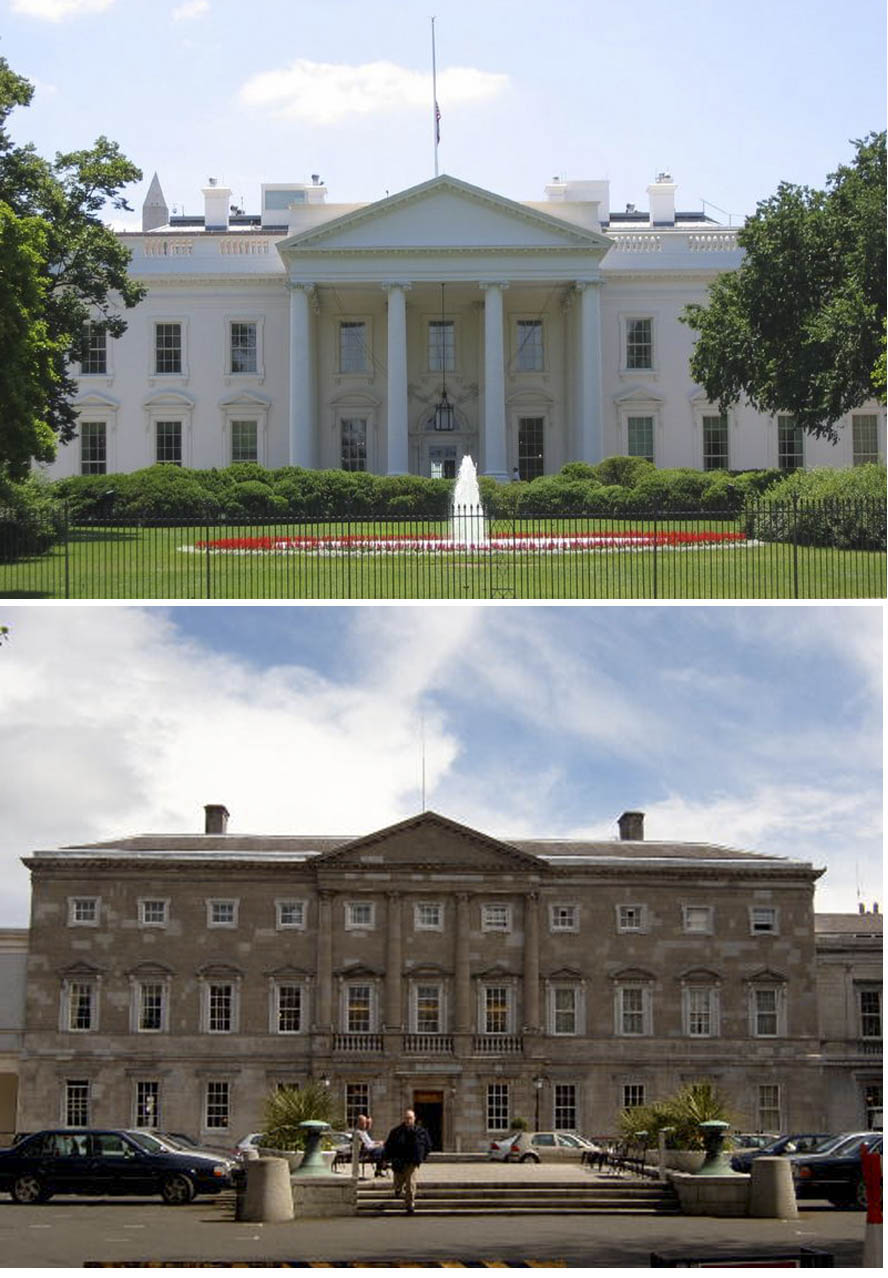
Понизу - Лейстер-Хаус, місто Дублін
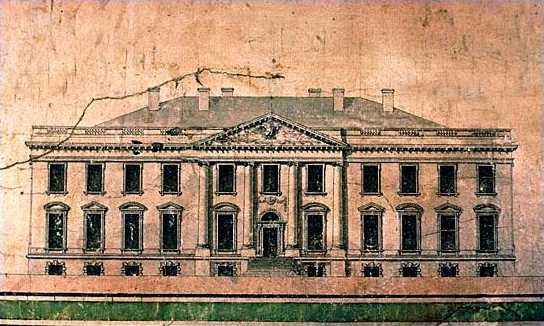
Арх. Хобан, проект Білого дому.
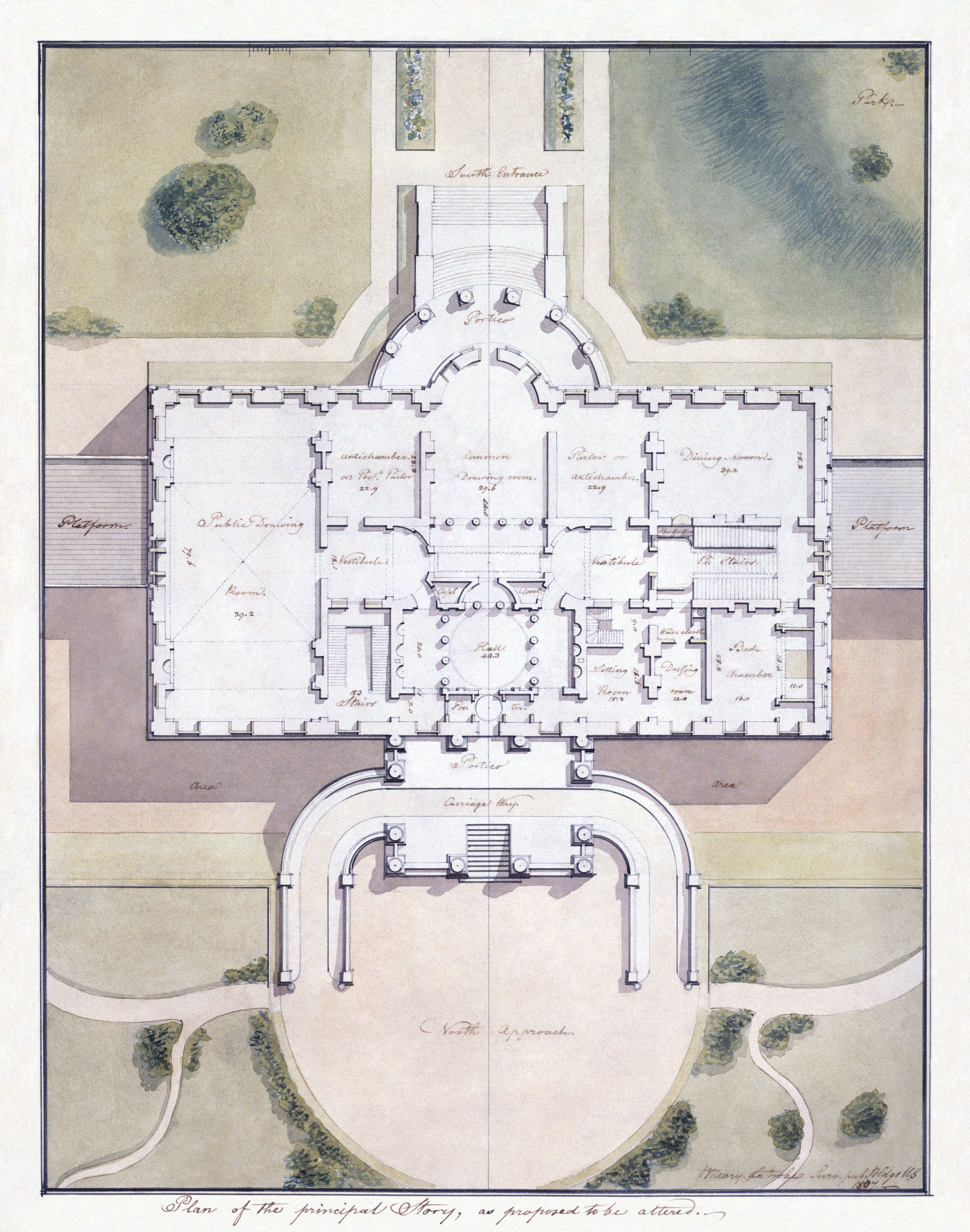
План Білого дому як архітектурного об'єкта

## Створення і побутування академії у Філадельфії
Серед старовинних міст Сполучених Штатів Бостон і Філадельфія відрізнялись помітним художнім потенціалом. На Філадельфії лежав відблиск столичного міста, що сприяло заснуванню там першого в Сполучених Штатах художнього училища, котре стало художньою академією. Але в назві академії закріпилася не назва міста, а назва штату — Пенсільванська академія образотворчих мистецтв.
Заснуванню художньої школи у Філадельфії 1805 року сприяли науковець і колекціонер Чарльз Вільсон Піл (батько синів художників), скульптор Вільям Раш, декілька тамтешніх художників та залучені до справи бізнесмени-фундатори. Зростання і формування художньої школи було повільним. Роботи учнів почали виставляти з 1811 року, а малий художній музей при училищі виник у 1807 році. Художня школа почала функціонувати у приміщенні товариства філадельфійських художників, але будівля постраждала від пожежі 1845 року і була перебудована.
Найстаріша із сучасних споруд академії вибудована у історичному стилі за проектом архітекторів Фернеса і Хьюіта. Іноді її називають споруда Фернес-Хьюіта.
Споруда була відкрита у 1876 році, коли у Філадельфії відбулась Всесвітня виставка на честь 100-річного ювілею підписання у Філадельфії Декларації незалежності від Британії. Виставка досягнень США у Філадельфії прийняла тоді десять (10) мільйонів відвідувачів.
Нова на той час резиденція академії була розкішним прикладом архітектури у вікторіанському стилі. Це типова еклектика з елементами архітектури доби неоренесансу, неоготики і французької архітектури початку 19 ст. Споруда у два поверхи вибудована з червоної і білої цегли з додачею граніту і кераміки, а декор її фасадів нагадує східний килим. Головний фасад має неоготичне вікно у вигляді храмової готичної троянди. За парадним вестибюлем вибудована зала парадних сходів. Первісна споруда мала приміщення для п'ятьох галерей і навчальні кімнати, що були орієнтовані на північ. Це забезпечувало розсіяне денне освітлення у галереях та навчальних кімнатах без значних його коливань. За південним фасадом були розташовані велика аудиторія та кімнати для викладачів. Запрацювала і академічна бібліотека.

## Пізній класицизм і академізм у США

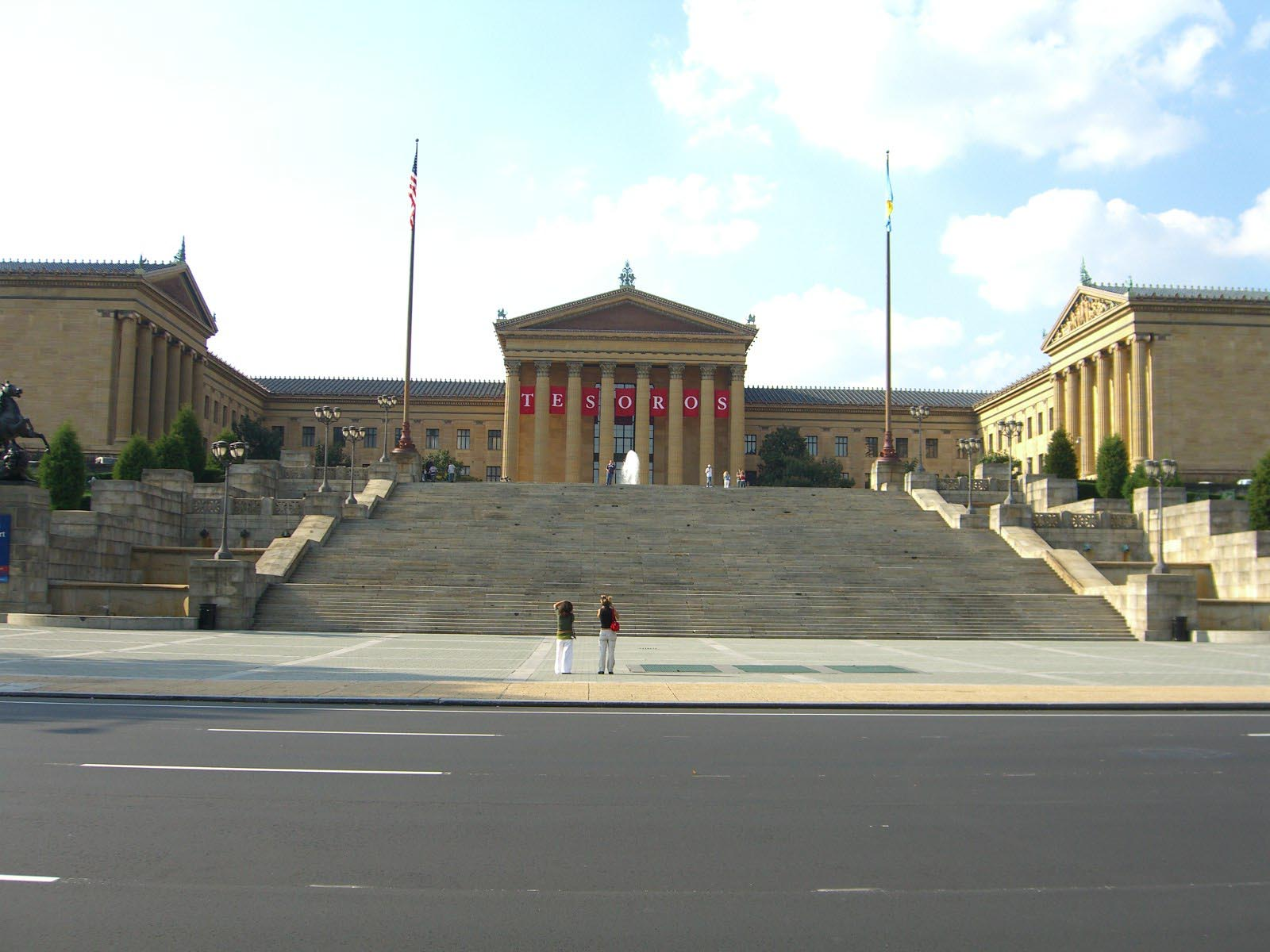
Музей мистецтв Філадельфії, 1876 рік.

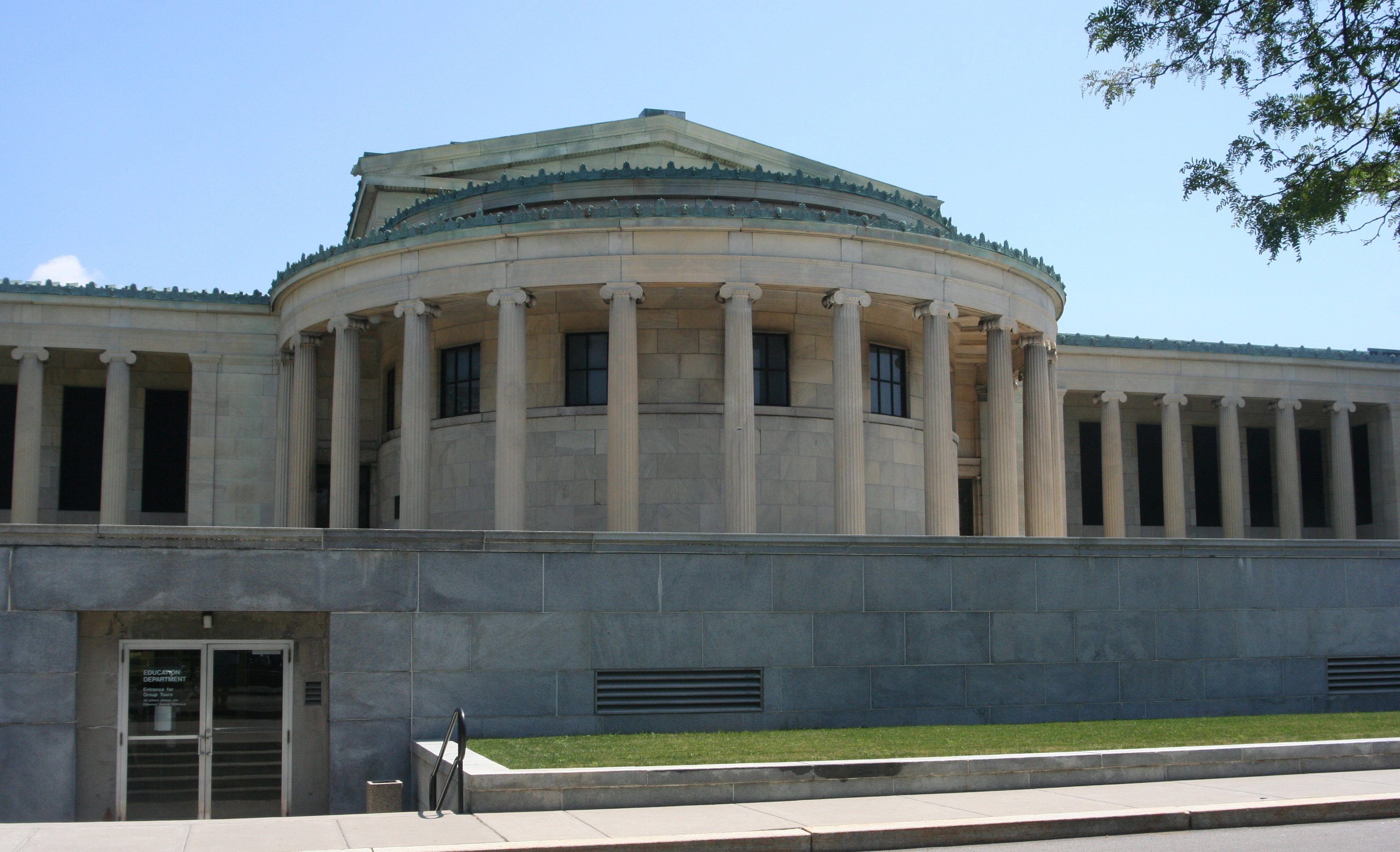
Художня галерея Альбріхт Нокс, Буффало.

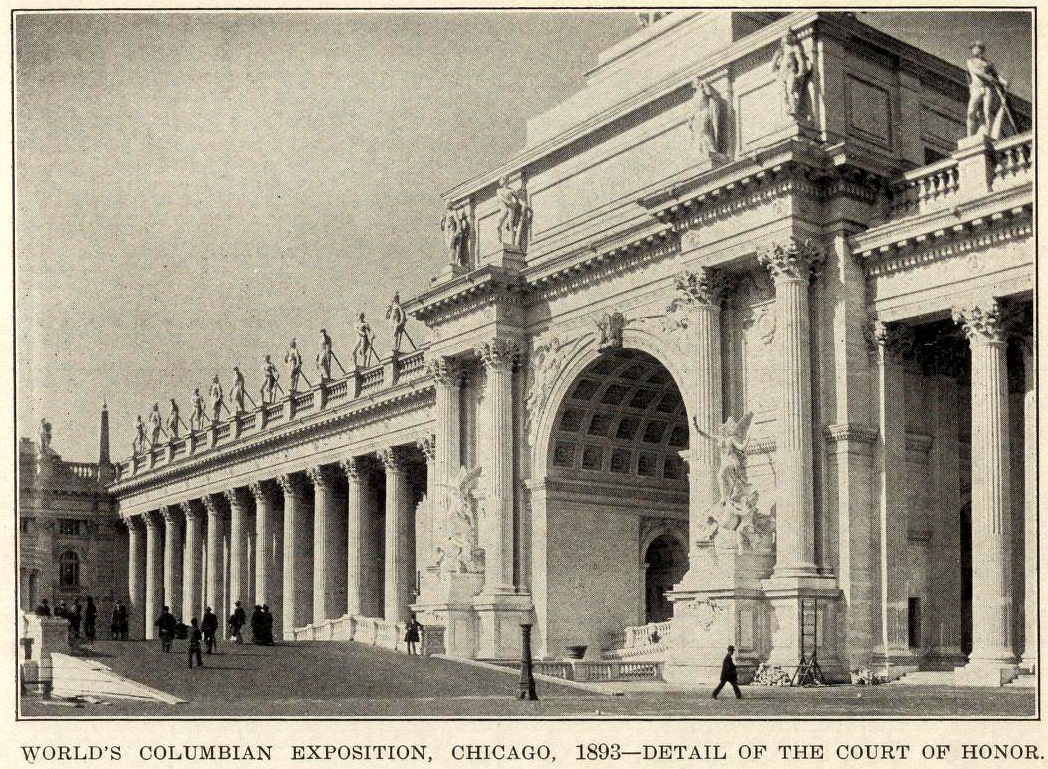
Парадна брама (вхід) до Всесвітньої Колумбійської виставки 1893 р., Чикаго

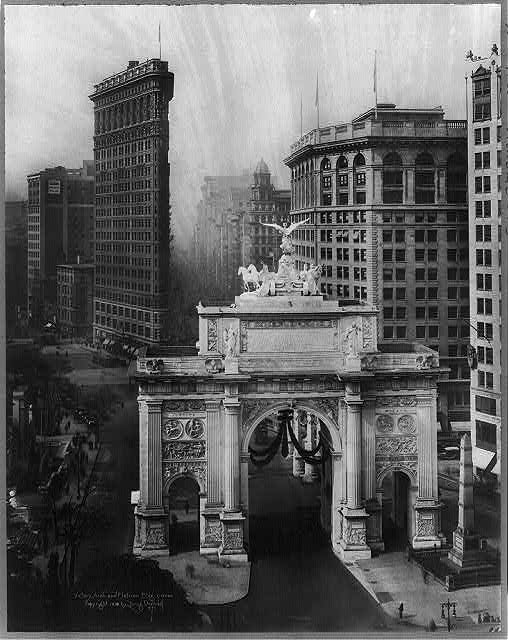
Арх Томас Гастінгс. Арка перемоги (тимчасова), Нью-йорк, 1918 р.

Пізній класицизм у Сполучених Штатах не був витісненим ніякими новітніми мистецькими течіями, ні історичними стилями, ні популярною тут неоготикою, ні сецесією. Він переродився у сухий, створений за давніми рецептами академізм, в тому числі і в архітектурі. Його нішею в мистецтві Сполучених Штатів довгий час залишались урядові споруди і приміщення для музеїв і картинних галерей. Не припинилося будівництво цих об'єктів і при виникненні у США інженерно довершених, але естетично сухих споруд типу хмарочосів. Пишна, фальшиво сприйнята велич притаманна архітектурі того ж Капітолія — на європейський погляд і смак.
У стилі пізнього класицизму й академізму вибудована низка університетських кампусів, павільйони на виставках тощо. В стилістиці пізнього класицизму вибудована, наприклад, Національна галерея мистецтва у місті Вашингтон ще у 1937 році (архітектор Джон Рассел Поп). Вторинність цієї архітектурної продукції рятують і зменшують лише величні східці, скульптурний декор, непересічні колекції в самих музеях і картинних галереях, нарешті, патина часу, що зробила їх звичними об'єктами у свідомості невибагливих споживачів.
Найгірші якості академізму мали і тимчасові меморіальні споруди. Інерція мислення і авторитет меморіальних споруд у Західній Європі (Римі, Лондоні) сприяли появі проектів меморіальних споруд і в містах Сполучених Штатів. Виникло декілька проектів для увічнення 100-річного ювілею інавгурації першого президента Джорджа Вашингтона (1899 р.) та пам'яті вояків 1-ї світової війни.
Серед найбільш пафосних — так звана Арка перемоги, вибудована з деревини і гіпса на перехресті П'ятої авеню та 24-ї вулиці у Нью-Йорку у 1918 р. Проект замовив тодішній мер Нью-Йорка Джон Ф. Мейлан, тимчасову споруду створили за проектом архітектора Томаса Гастінгса. Архітектор не пішов шляхом створення оригінального твору, а створив копію тріумфальної арки давньоримського імператора Константина в Римі. Обговорення тимчасової моделі викликало справедливу критику, але критикували не саму пам'ятку, не її стилістичну неузгодженість з тодішніми хмарочосами, а її пишний і зайвий пафос. У Нью-Йорку мешкала потужна німецька діаспора, котра з патріотичних прагнень загальмувала переведення споруди у вічні матеріали, бо сприймала Арку перемоги як надто несправедливу до німців, як акт помсти до переможених. Модель монумента, створення котрої коштувало 80 000 доларів, розібрали остаточно, а проект здали у архів.

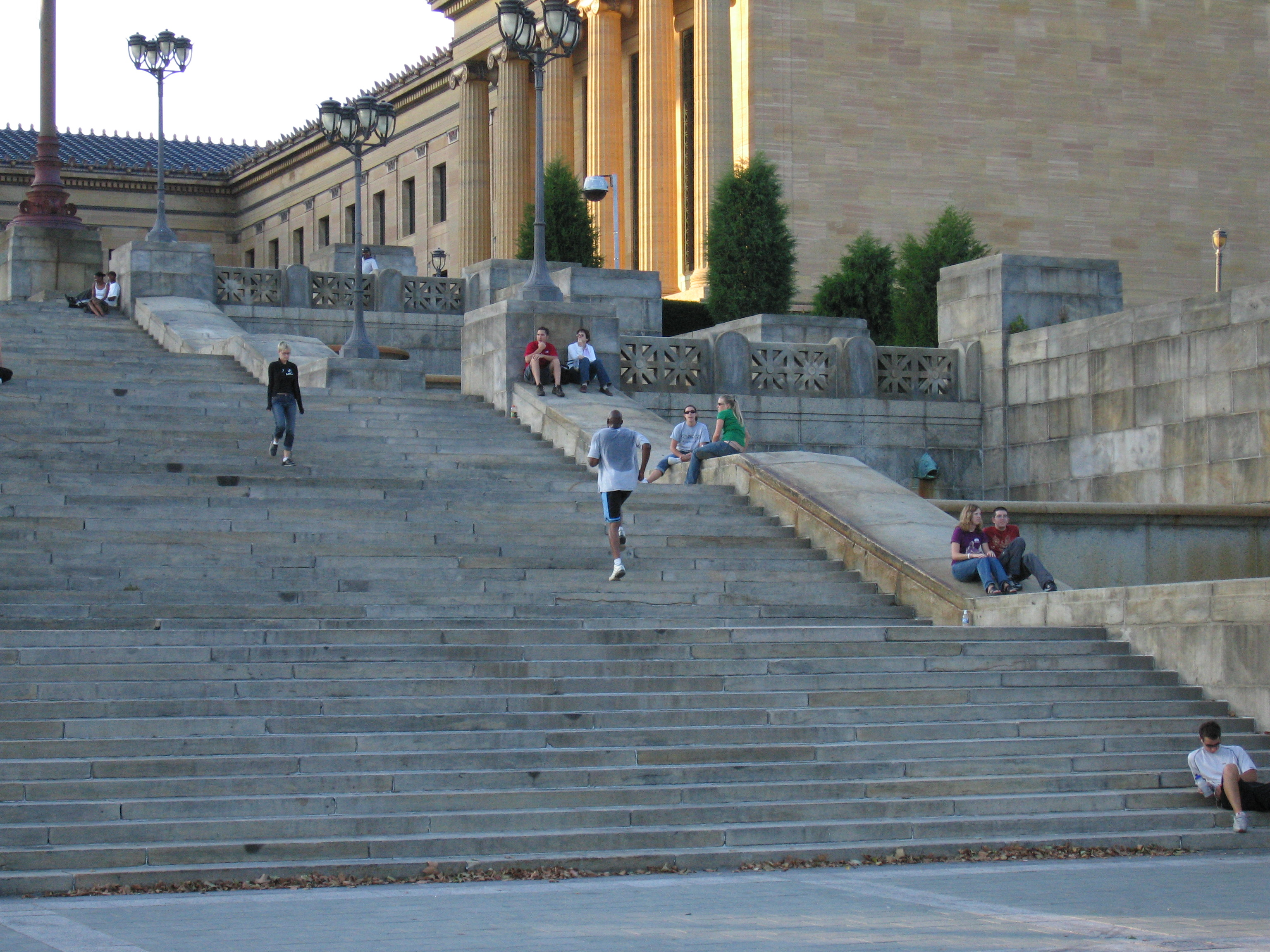
Музей мистецтв Філадельфії, велетенські східці перед музеєм
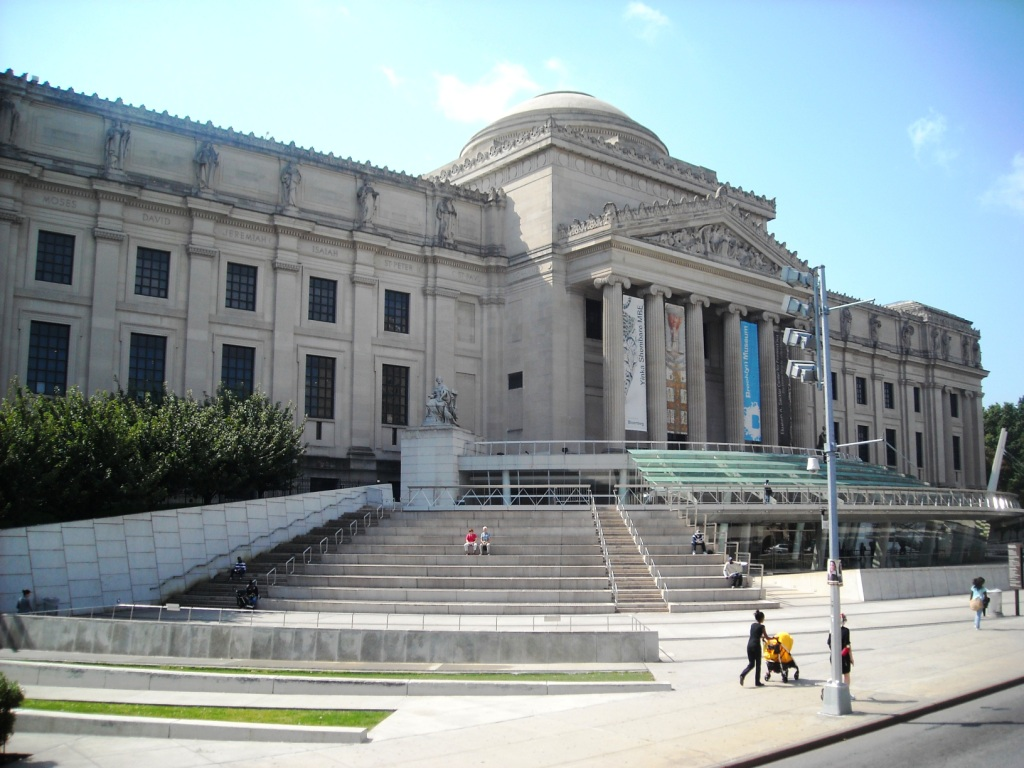
Бруклінський музей
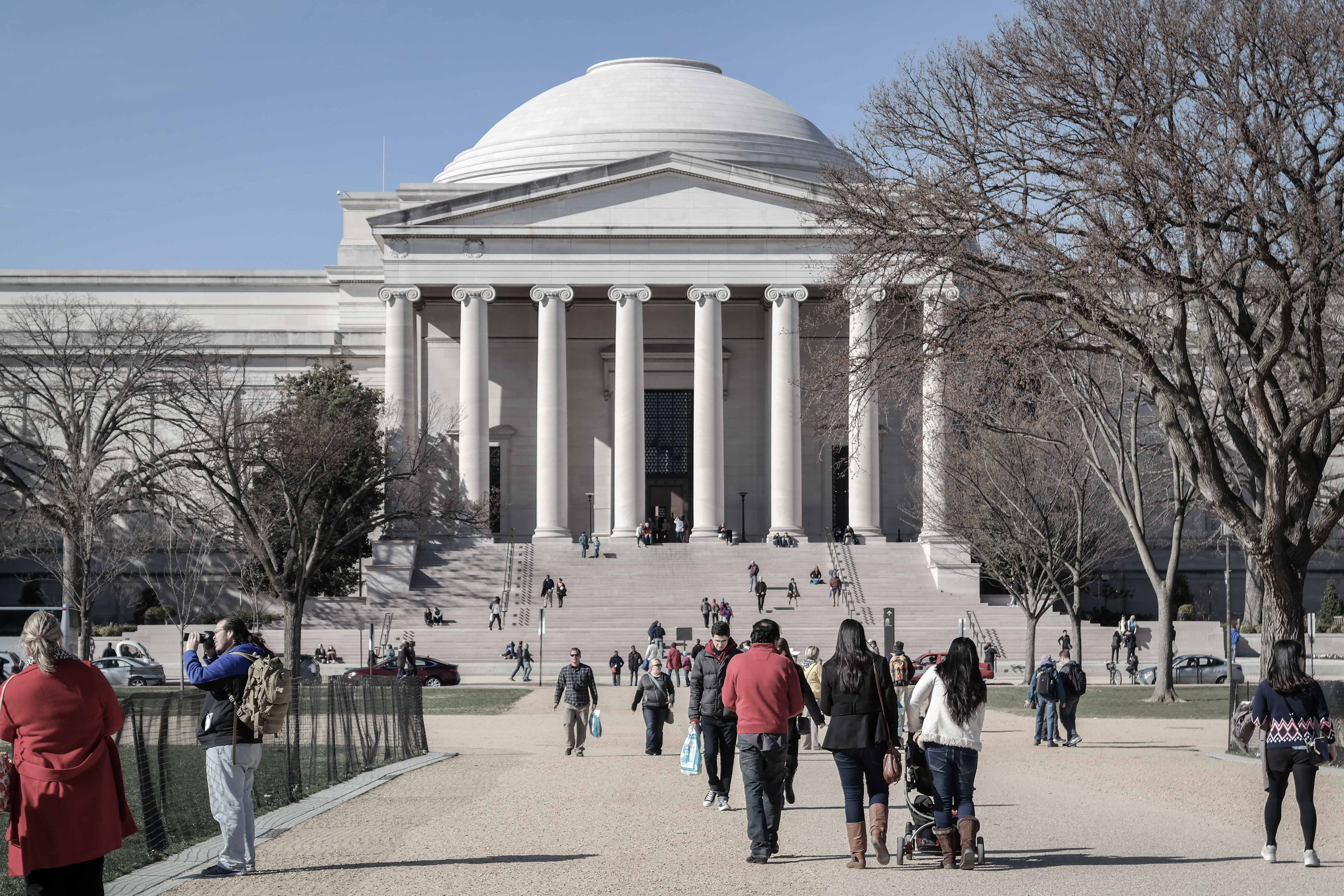
Національна галерея мистецтва, м. Вашингтон
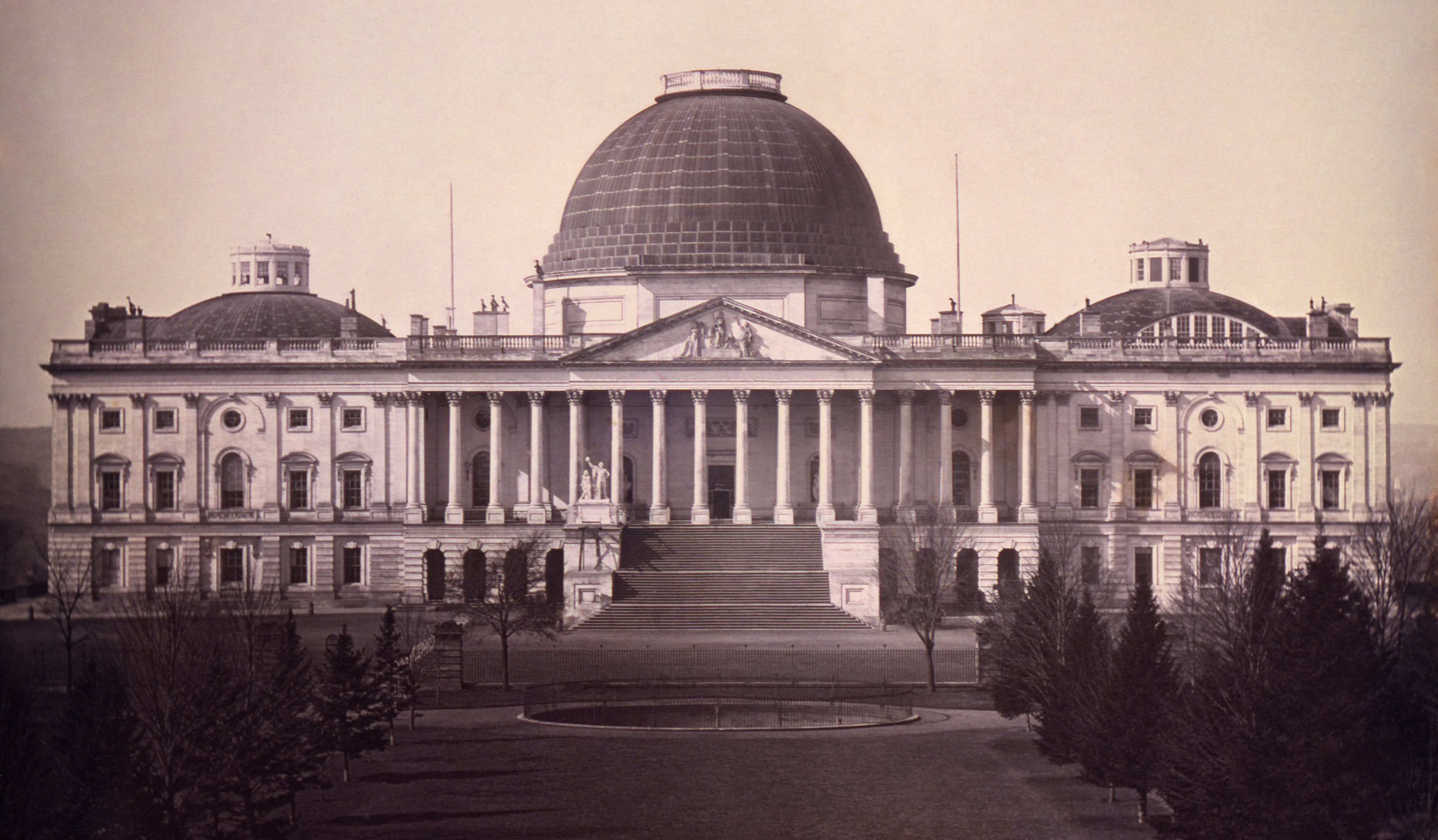
Капітолій (Конгрес США), історичне фото 1846 року до бічних добудов
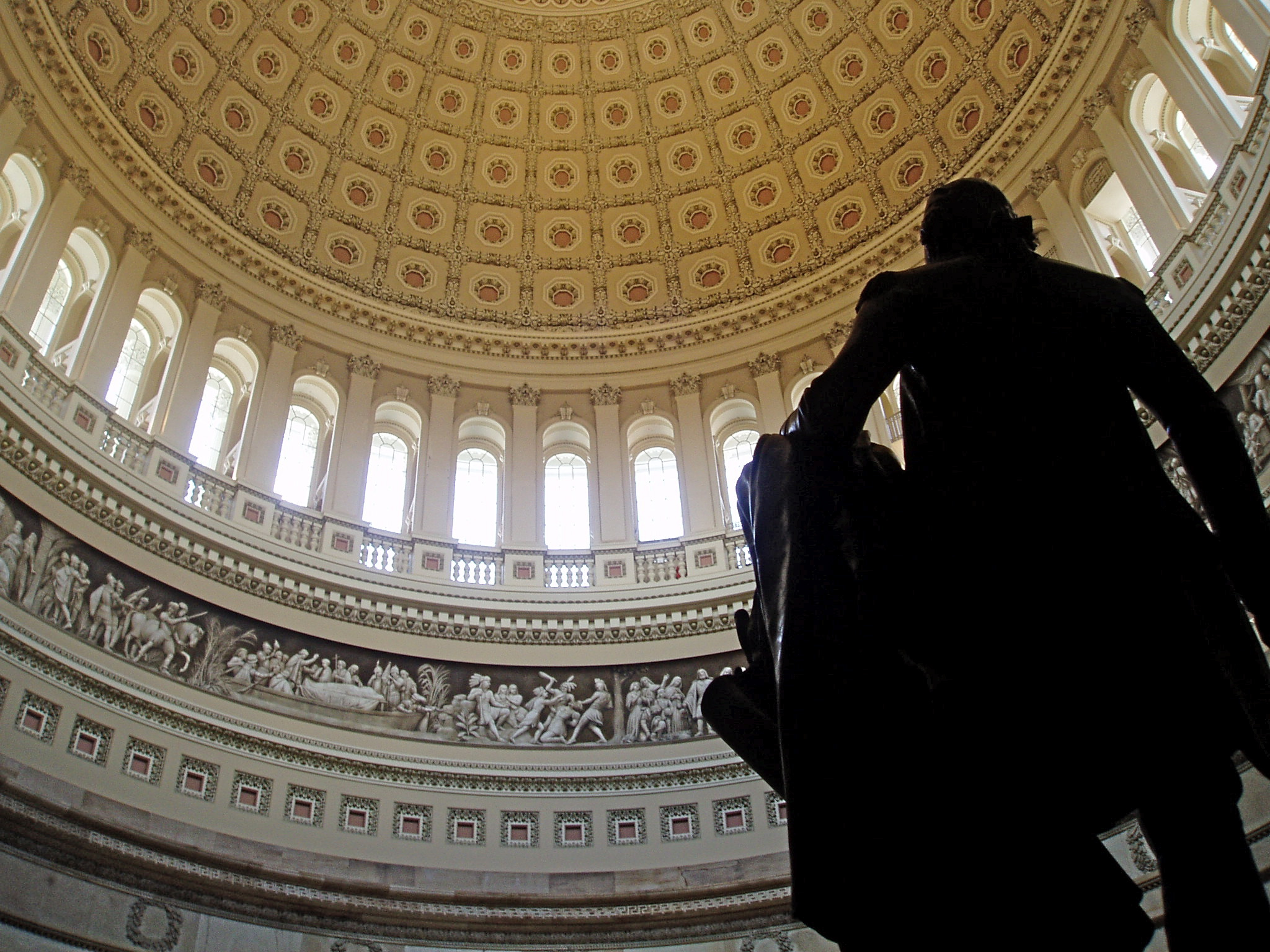
Велетенська ротонда Капітолія
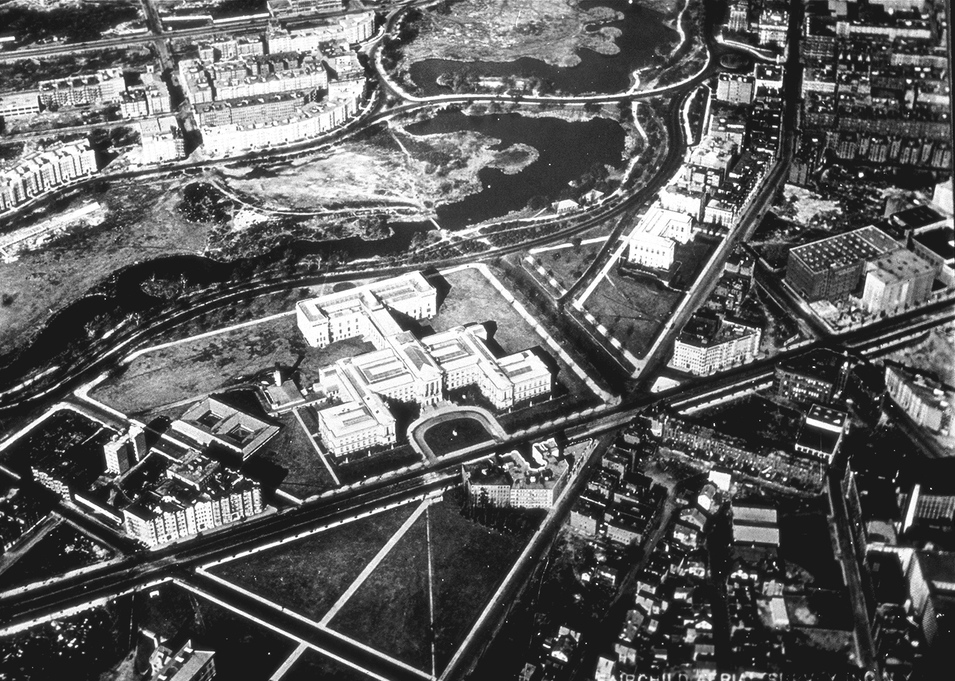
Хантингтон авеню у Бостоні, де вибудували Музей витончених мистецтв (Бостон)
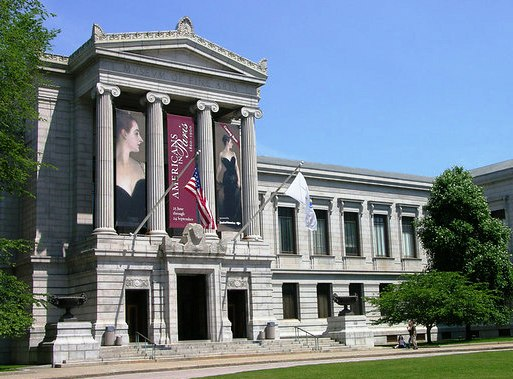
Музей витончених мистецтв (Бостон), споруда закінчена 1909 року
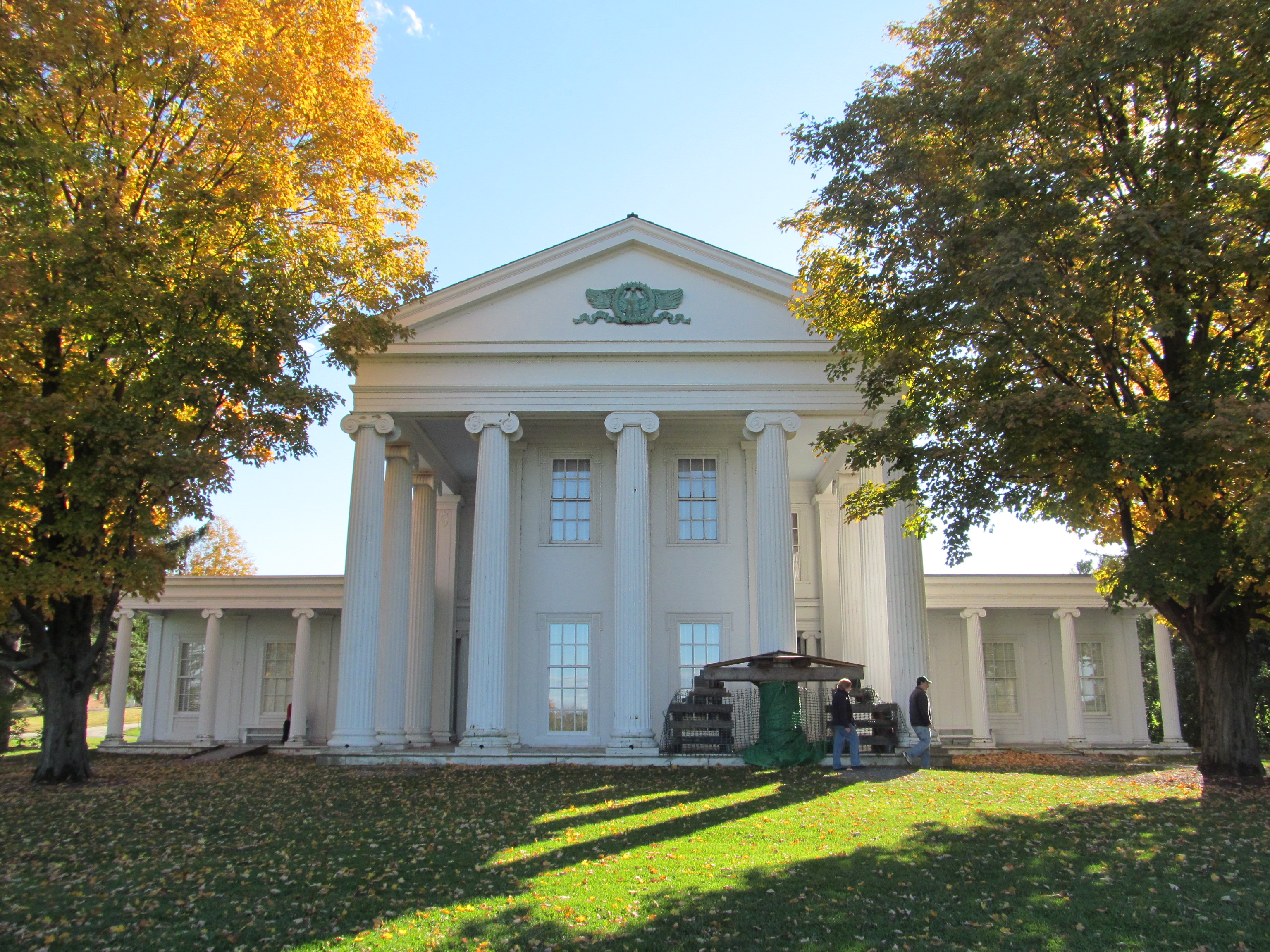
Музей Шелбурн, штат Вермонт
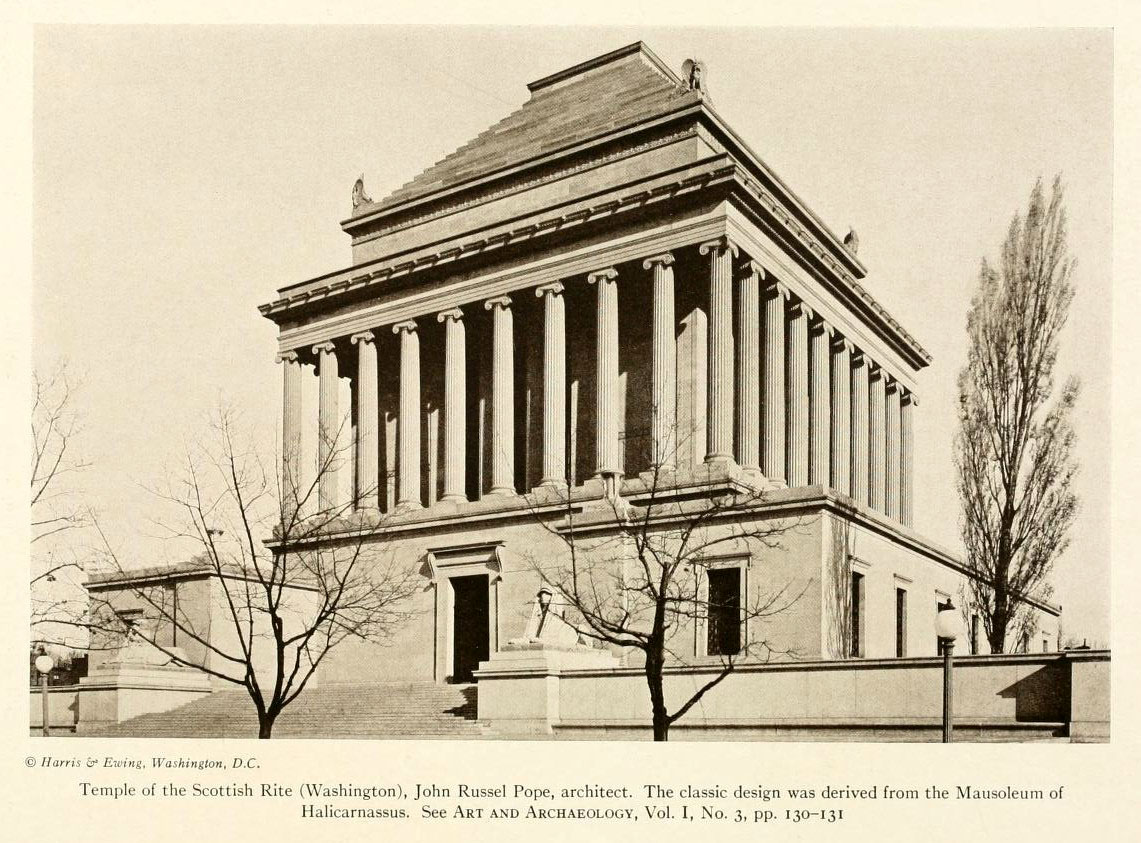
Арх. Джон Рассел Поуп. Храм шотландського обряду, Вашингтон, Колумбія
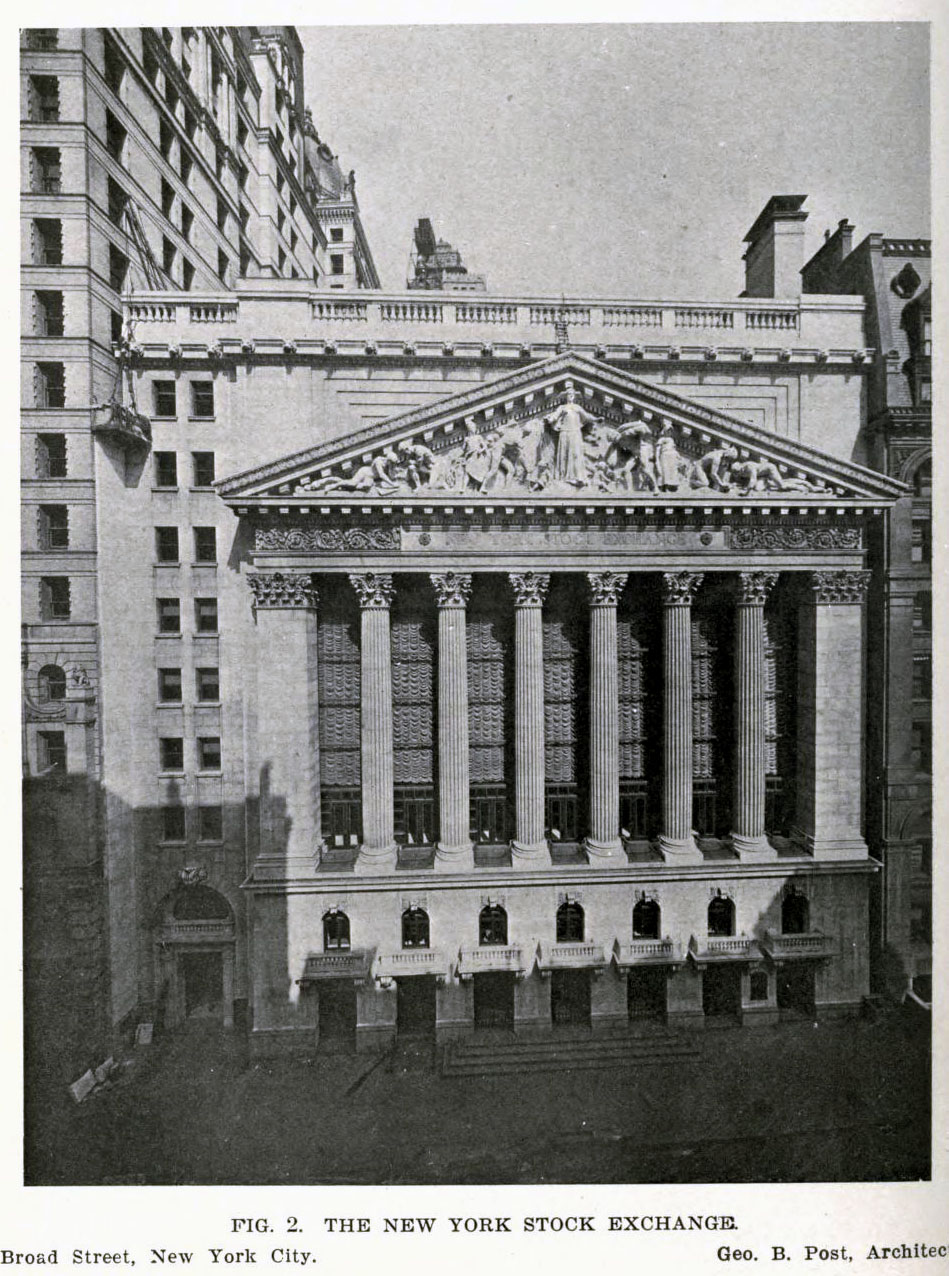
Фондова біржа, Нью-Йорк
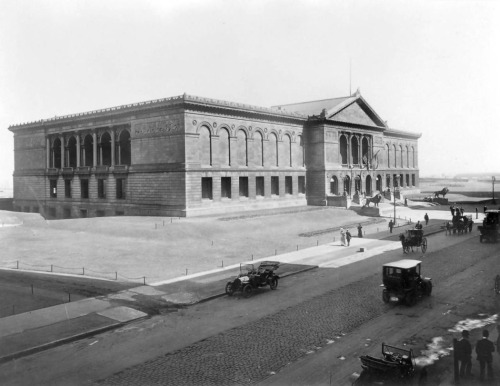
Академія красних мистецтв, Чикаго, фото 1879 року
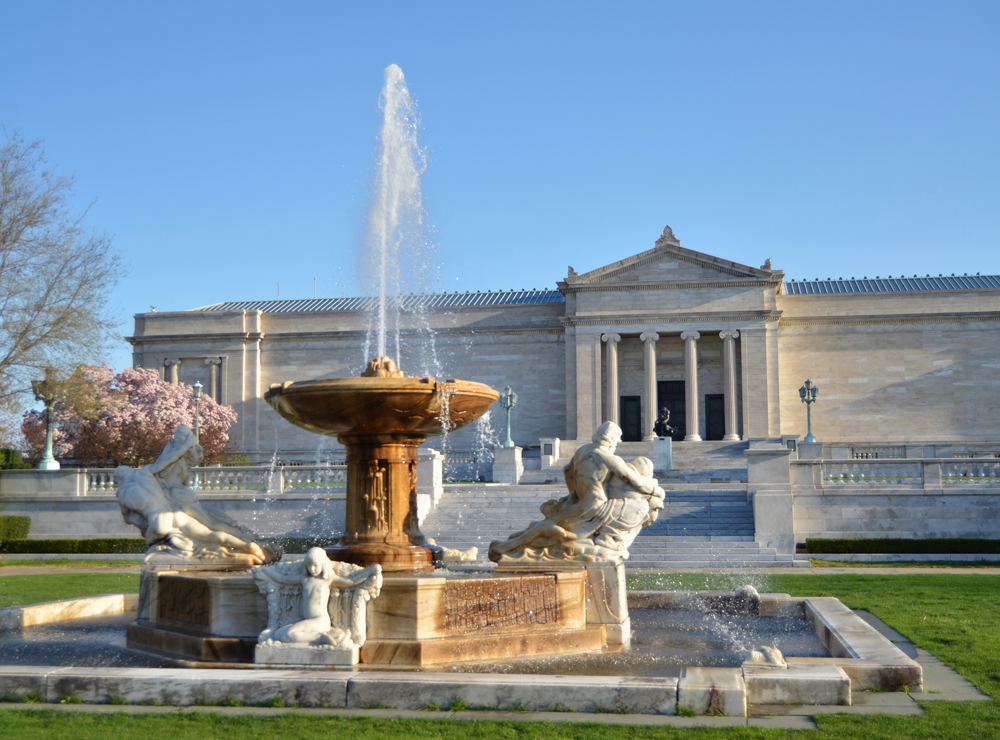
Клівлендський музей мистецтв, 1913-1916 рр., штат Огайо
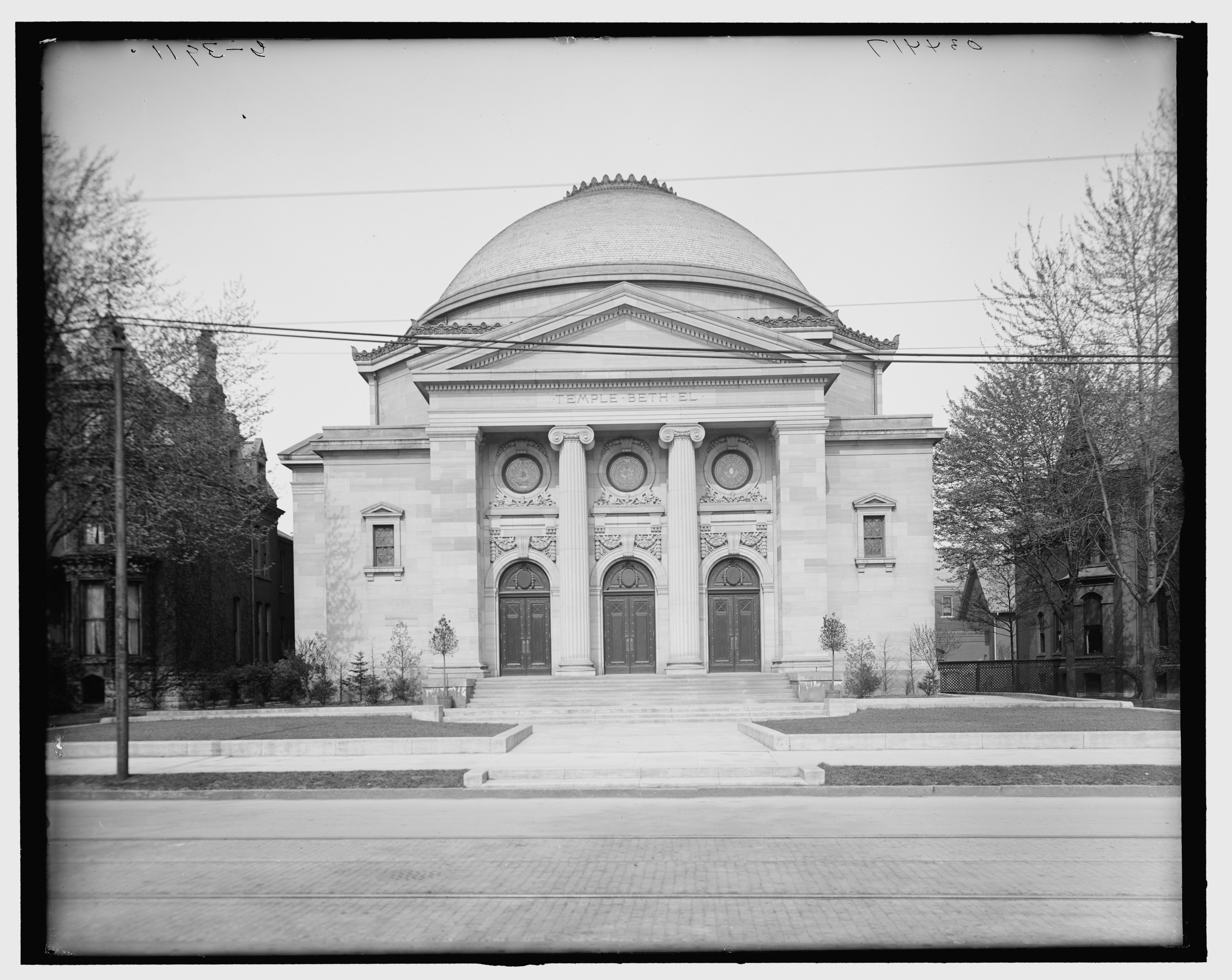
Арх. Альберт Кан. Колишня синагога Бейт Ель, нині театр. Детройт, штат Мічиган
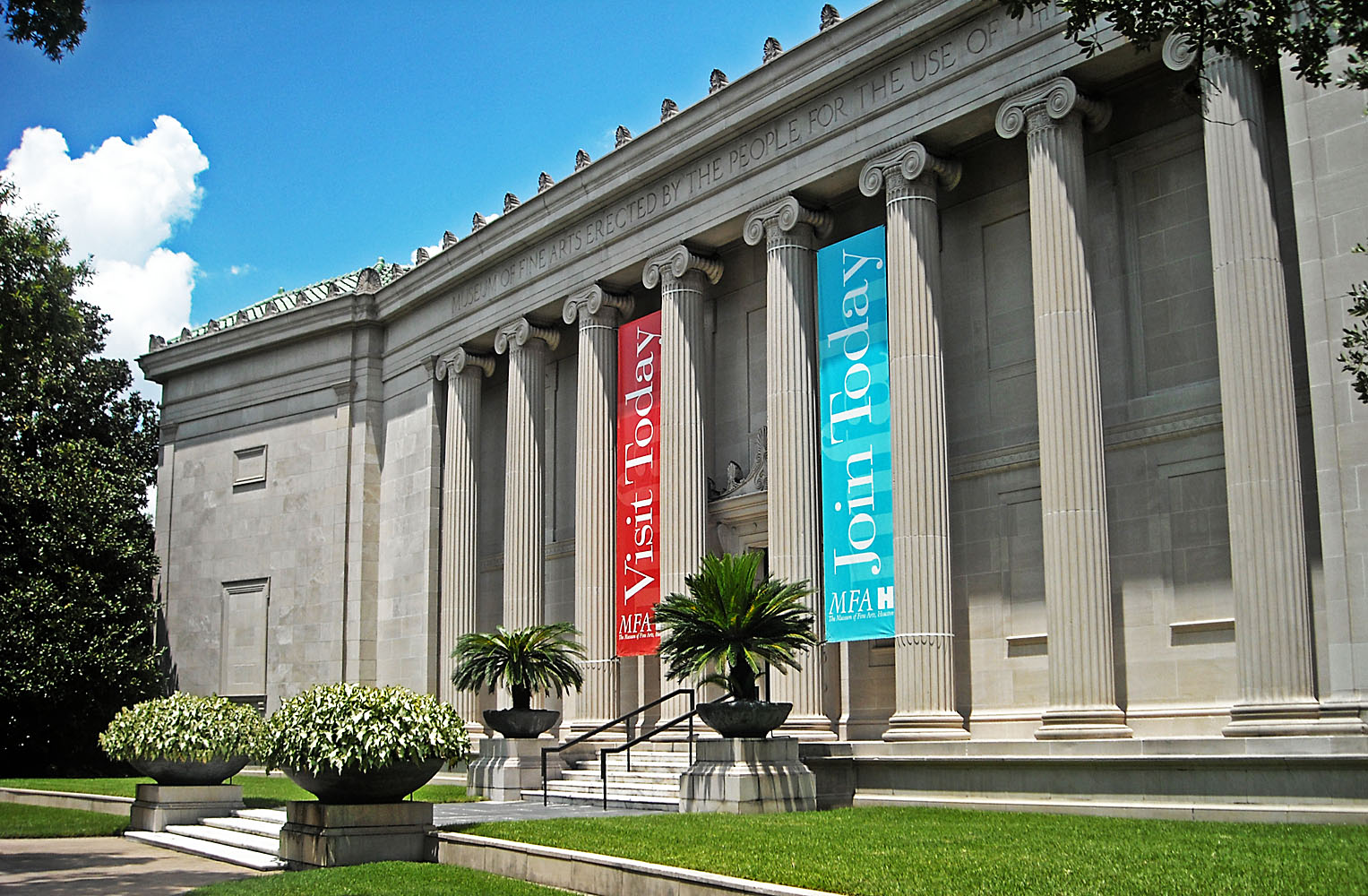
Музей образотворчих мистецтв (Х'юстон), Техас, США

## Дерев'яна архітектура у США і старовинні садиби

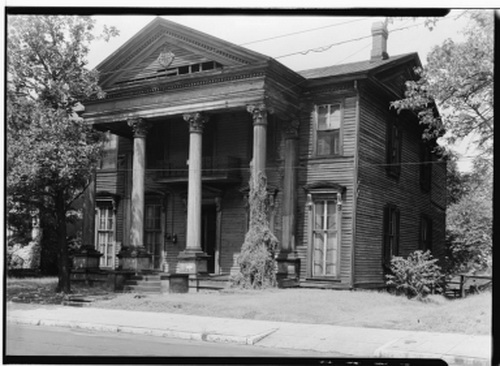
Літлтон-Петіт Хаус 1848 року, Мемфіс, Теннесі, фото 1936 року, Обстеження історичних споруд США.

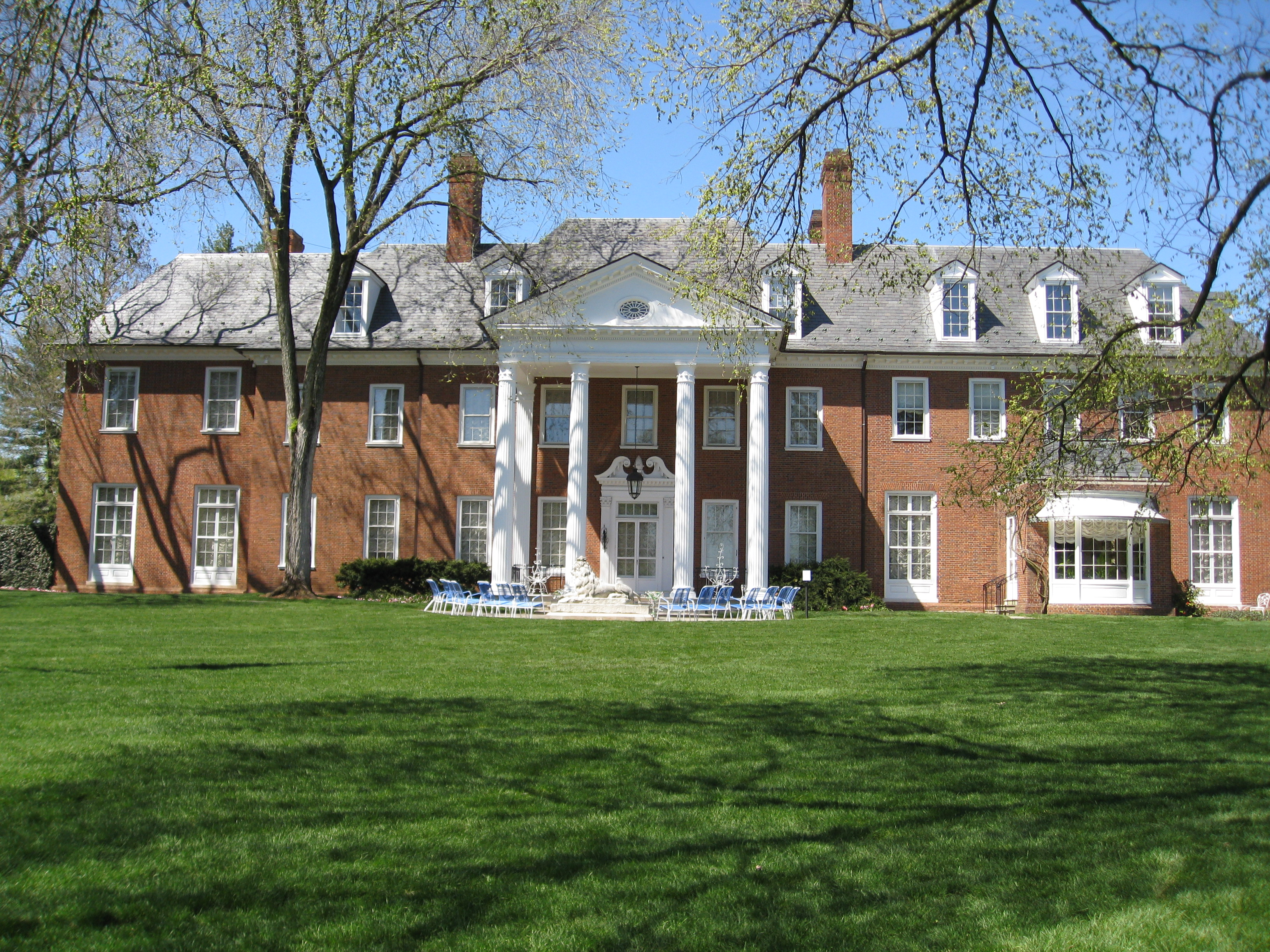
Садиба Хіллвуд, м. Вашингтон
Садиба Гвен, штат Огайо, США, фото початку 20 ст.
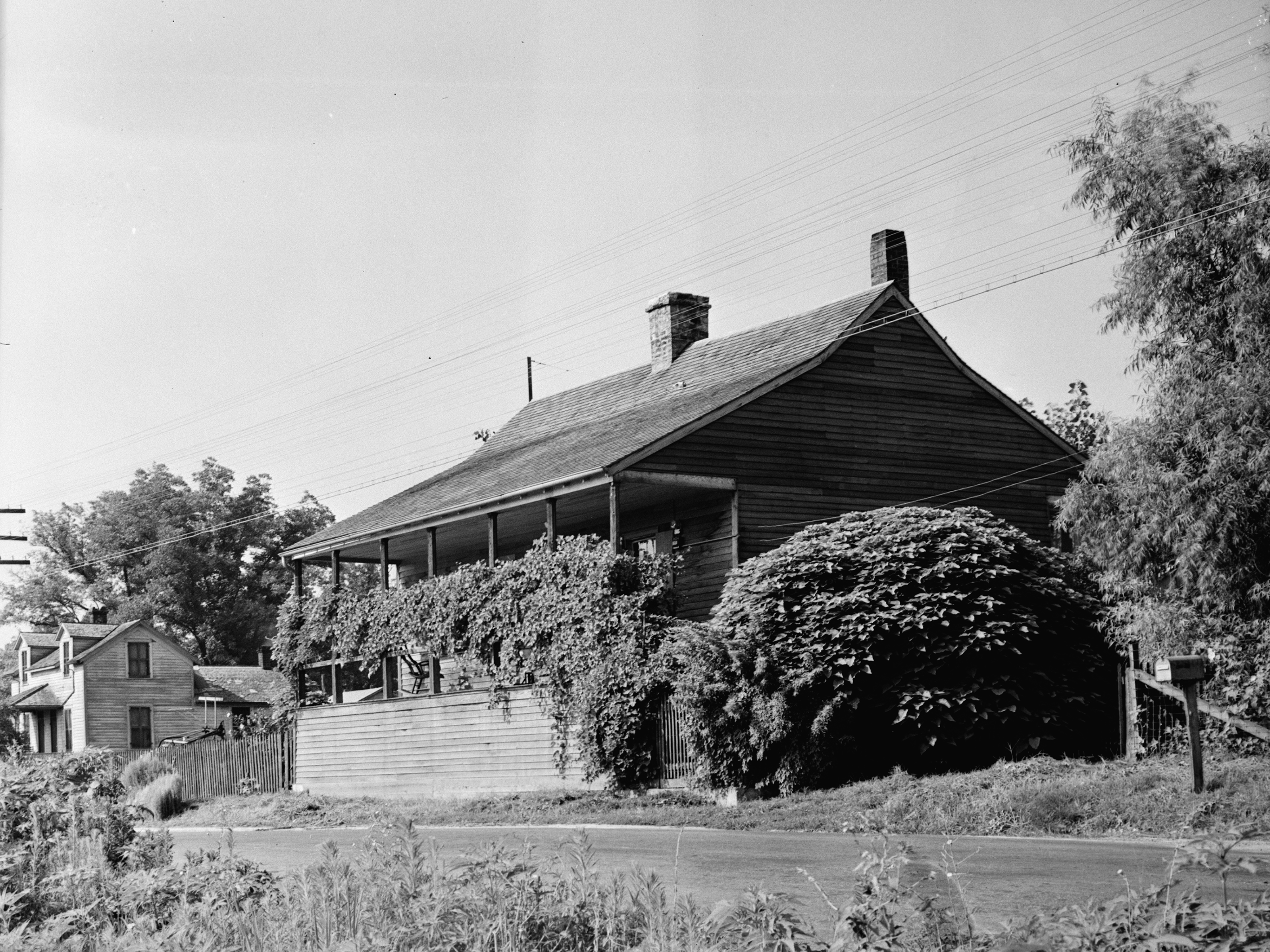
Садиба у Сент-Женевьєв неподалік Сте, бл. 1793 р., штат [[Міссурі, фото 1937 року до реставрації]]

## Скульптура США в стилі пізнього класицизму й академізму

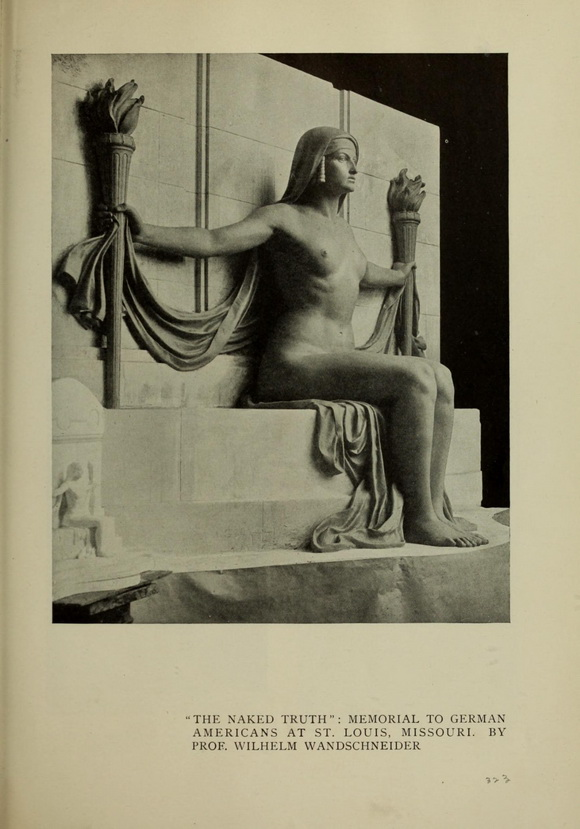
Вільгельм Вандшнейдер. Меморіал на честь американців німецького походження, академізм, Сент-Луїс, Міссурі, 1914 р.

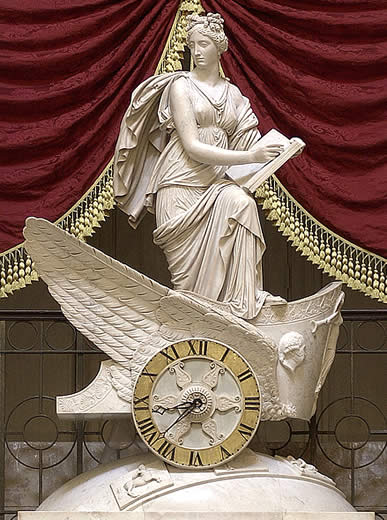
ск. Карло Фрацоні. Годинник «Колісниця музи історії Кліо», 1819 рік. Капітолій, Вашингтон